# Krasna (rejon lidzki)
Krasna (biał. Красная, Krasnaja; ros. Красная, Krasnaja) – wieś na Białorusi, w obwodzie grodzieńskim, w rejonie lidzkim, w sielsowiecie Bielica, nad Niemnem.

## Historia
W XIX i w początkach XX w. położona była w Rosji, w guberni wileńskiej, w powiecie lidzkim, w gminie Bielica.
W dwudziestoleciu międzywojennym leżała w Polsce, w województwie nowogródzkim, w powiecie lidzkim, w gminie Bielica. W 1921 miejscowość liczyła 502 mieszkańców, zamieszkałych w 93 budynkach, w tym 457 Białorusinów i 45 Polaków. 470 mieszkańców było wyznania prawosławnego i 32 rzymskokatolickiego.
Po II wojnie światowej w granicach Związku Sowieckiego. Od 1991 w niepodległej Białorusi.